# Coccothrinax garciana
Coccothrinax garciana är en enhjärtbladig växtart som beskrevs av Leon. Coccothrinax garciana ingår i släktet Coccothrinax och familjen Arecaceae. Inga underarter finns listade i Catalogue of Life.